# Tudor Pro Cycling Team/Saison 2022
Diese Liste beschreibt die Mannschaft und die Erfolge des Radsportteams Tudor Pro Cycling in der Saison 2022.

## Mannschaft
| Teamkader 2022                            | Teamkader 2022    | Teamkader 2022         | Teamkader 2022                             |
| Name                                      | Geburtsdatum      | Land                   | Vorheriges Team                            |
| ----------------------------------------- | ----------------- | ---------------------- | ------------------------------------------ |
| Alex Baudin                               | 25. Mai 2001      | Frankreich             | AG2R Citroën U23 Team (2021)               |
| Nils Brun                                 | 14. Juni 2000     | Schweiz                | Swiss MTB Pro Team powered by Stoll (2021) |
| Aloïs Charrin                             | 8. September 2000 | Frankreich             | Chambéry CF (2020)                         |
| Filippo Colombo                           | 20. Dezember 1997 | Schweiz                |                                            |
| Robin Donzé                               | 6. November 2003  | Schweiz                |                                            |
| Ruben Eggenberg                           | 6. März 2025      | Schweiz                |                                            |
| Sean Flynn                                | 2. März 2000      | Vereinigtes Königreich | SEG Racing Academy (2021)                  |
| Robin Froidevaux                          | 17. Oktober 1998  | Schweiz                | Akros-Excelsior-Thömus (2020)              |
| Petr Kelemen                              | 18. November 2000 | Tschechien             | Elkov-Kasper (2021)                        |
| Jakob Klahre                              | 8. November 2001  | Schweiz                |                                            |
| Lorenzo Rinaldi                           | 1. September 2003 | Italien                |                                            |
| Arnaud Tendon                             | 6. November 2002  | Schweiz                |                                            |
| Loris Trastour(Anm.)                      | 12. Oktober 2001  | Frankreich             |                                            |
| Alex Vogel                                | 30. Juli 1999     | Schweiz                |                                            |
| Yannis Voisard                            | 26. Juli 1998     | Schweiz                | Akros-Thömus (2019)                        |
| Fabian Weiss                              | 11. April 2002    | Schweiz                |                                            |
|                                           |                   |                        |                                            |
| Quellen: ProCyclingStats Cycling Quotient |                   |                        |                                            |

Anmerkung: Loris Trastour, Karriereende des Sportlers

## Siege
| Siege    | Siege                                                                 | Siege      | Siege  | Siege            | Siege |
| Datum    | Rennen                                                                | Staat      | Klasse | Sieger           |       |
| -------- | --------------------------------------------------------------------- | ---------- | ------ | ---------------- | ----- |
| 11. Mär. | Istrian Spring Trophy, 1. Etappe                                      | Kroatien   | 2.2    | Sean Flynn       |       |
| 12. Mär. | Istrian Spring Trophy, 2. Etappe                                      | Kroatien   | 2.2    | Alex Baudin      |       |
| 14. Mär. | Istrian Spring Trophy, 3. Etappe                                      | Kroatien   | 2.2    | Robin Froidevaux |       |
| 27. Apr. | Tour de Bretagne Cycliste, 3. Etappe                                  | Frankreich | 2.2    | Alex Baudin      |       |
| 29. Mai  | Alpes Isère Tour, Gesamtwertung                                       | Frankreich | 2.2    | Yannis Voisard   |       |
| 18. Jun. | Tour du Pays de Montbéliard, 2. Etappe                                | Frankreich | 2.2    | Arnaud Tendon    |       |
| 23. Jun. | Schweizer Meisterschaften, Einzelzeitfahren der U23-Männer            | Schweiz    | CN     | Fabian Weiss     |       |
| 26. Jun. | Schweizer Strassen-Radmeisterschaften, Straßenrennen der Männer       | Schweiz    | CN     | Robin Froidevaux |       |
| 3. Jul.  | Schweizer Strassen-Radmeisterschaften im Straßenrennen der U23-Männer | Schweiz    | CN     | Nils Brun        |       |
| 15. Jul. | Giro della Valle d’Aosta, 3. Etappe                                   | Italien    | 2.2U   | Alex Baudin      |       |
| 16. Jul. | Tschechische Meisterschaften, Straßenrennen der U23-Männer            | Tschechien | CN     | Petr Kelemen     |       |

## UCI-Weltranglisten-Platzierungen
| UCI-Ranking | UCI-Ranking      | UCI-Ranking            | UCI-Ranking |
| Fahrer      | Fahrer           | Land                   | Punkte      |
| ----------- | ---------------- | ---------------------- | ----------- |
| 429.        | Robin Froidevaux | Schweiz                | 153 P.      |
| 518.        | Alex Baudin      | Frankreich             | 122 P.      |
| 533.        | Petr Kelemen     | Tschechien             | 118 P.      |
| 564.        | Sean Flynn       | Vereinigtes Königreich | 109 P.      |
| 656.        | Nils Brun        | Schweiz                | 88 P.       |
| 776.        | Yannis Voisard   | Schweiz                | 71 P.       |
| 911.        | Fabian Weiss     | Schweiz                | 56 P.       |
| 950.        | Arnaud Tendon    | Schweiz                | 53 P.       |
| 1556.       | Aloïs Charrin    | Frankreich             | 21 P.       |
| 1970.       | Alex Vogel       | Schweiz                | 10 P.       |
| 1970.       | Jakob Klahre     | Schweiz                | 10 P.       |